# Bevaix
Bevaix es una comuna suiza del cantón de Neuchâtel, situada en el distrito de Boudry. Limita al norte con la comuna de Boudry, al noreste con Cortaillod, al sureste con Chevroux (VD), al sur con Vernay (FR), y al suroeste y oeste con Gorgier.
La localidad está situada en una pequeña meseta a orillas del lago de Neuchâtel. En su término se encuentra restos arqueológicos de asentamientos de la Edad del Bronce y el Neolítico. Además se han descubierto en los alrededores restos de canoas y barcas de la época galo-romana. 

## Transportes
Ferrocarril
Cuenta con una estación ferroviaria en la que efectúan parada trenes regionales.